# Mercenary Force
Mercenary Force (天神怪戦?, Tenjin Kaisen) è un videogioco del 1990 per Game Boy. Lo sparatutto ha ricevuto un seguito dal titolo Yomihon Yumegoyomi: Tenjin Kaisen 2 (読本 夢五誉身 -天神怪戦2-?).

## Modalità di gioco
Shoot 'em up 2D a scorrimento orizzontale, in Mercenary Force è possibile controllare quattro dei cinque personaggi disponibili attraverso sei scenari di gioco.